# Spoorlijn Malmö - Billesholm
De spoorlijn Malmö - Billesholm is een spoorlijn van de voormalige spoorwegmaatschappij Malmö - Billesholms Järnväg (afgekort: MBJ) in de in het zuidwesten van Zweden gelegen provincie  Skåne.

## Geschiedenis
De spoorlijn op het traject tussen Malmö en Billesholm met een lengte van 59 km werd door de Malmö - Billesholms Järnväg in 1886 geopend en was onderdeel van de kustspoorlijn Västkustbanan tussen Göteborg en Malmö.
De Västkustbanan werden in vanaf 1880 gebouwd door een aantal particuliere spoorwegmaatschappijen.

## Stations
De Malmö - Billesholms Järnväg bouwde de volgende stations:
- Malmö C
- Arlöv
- Lomma
- Önnerup
- Flädie
- Stävie by
- Furulund
- Kävlinge
- Södervidinge
- Norrvidinge
- Teckomatorp
- Svalöv
- Källstorp
- Axelvold
- Kågeröd
- Böketofta
- Billesholm

## Bedrijfsvoering
De Malmö Järnväg (afgekort: MJ) werd in 1891 opgericht als voortzetting van het samenwerkingsverband en de bedrijfsvoering uitvoerde bij de volgende onafhankelijke spoorwegonderneming:
- Malmö - Trelleborgs Järnväg (MTJ)
- Malmö - Billesholms Järnväg (MBJ)
- Trelleborg - Rydsgård Järnväg (TRJ)
- Malmö - Tomelilla Järnväg (MöToJ)
- Malmö - Simmrischamn Järnväg (MSJ)
- Malmö - Kontinentens Järnväg (MKJ)
- Västra Klagstorp - Tygelsjö Järnväg (KTJ)
- Hvellinge - Skanör - Falsterbo Järnväg (HSFJ)

## Genationaliseerd
De Malmö - Billesholms Järnväg werd in 1896 door de staat genationaliseerd en de bedrijfsvoering over gedragen aan de SJ.

## Elektrische tractie
Het traject werd in 1934 geëlektrificeerd met een spanning van 15.000 volt 16⅔ Hz wisselstroom.

## Bron
- Historiskt om Svenska Järnvägar
- Jarnvag.net